# Heinz-Helge Nieswandt
Heinz-Helge Nieswandt (* 30. Oktober 1958) ist ein deutscher Klassischer Archäologe.

## Leben
Heinz-Helge Nieswandt studierte von 1978 bis 1988 Alte Geschichte, Klassische Archäologie, Erziehungswissenschaften, Kunstgeschichte und Germanistik an der Universität Münster. 1988 schloss er sein Studium als Magister Artium ab, Thema der Magisterarbeit war „Museumsdidaktische Aktivitäten im Archäologischen Museum der Westfälischen Wilhelms-Universität Münster“. Die Promotion folgte 1995 ebenfalls in Münster mit der Arbeit „Ikonographische und ikonologische Untersuchungen zur Herrschaftsrepräsentation xanthischer Dynastengräber“. 1997 wurde er dort wissenschaftlicher Mitarbeiter des Archäologischen Museums und im Dezember 2002 dort Kustos. Ende 2024 trat er in den Ruhestand, Nachfolger als Jurator wurde Torben Schreiber.
Nieswandt arbeitet vorrangig zur Antiken Numismatik, insbesondere zur Wirkung als Massenmedium in Dingen der Religion und Politik. Daneben forschte er zur hellenistischen Residenzstadt Lysimacheia, wo er Feldforschungen in der Zentralsiedlung (Chora) durchführte.

## Schriften
- Ikonographische und ikonologische Untersuchungen zur Herrschaftsrepräsentation xanthischer Dynastengräber. Münster 2011.
- mit Matthias J. Bensch und Nadine Theißing-Innemann: Vasen – Bilder – Welten. Griechische Tongefäße der Sammlung Dietmar Jordan. Ausstellungskatalog Münster. Nünnerich-Asmus, Mainz 2015, ISBN 978-3-943904-96-3.
- mit Achim Lichtenberger: Lieblingsstücke. Antike Kostbarkeiten aus dem Archäologischen Museum der Universität Münster. Nünnerich-Asmus, Oppenheim 2024, ISBN 978-3-96176-248-4.